# Giorgio Bambini
Giorgio Bambini (* 24. Februar 1945 in Vezzano Ligure; † 13. November 2015 in La Spezia) war ein italienischer Schwergewichtsboxer.

## Laufbahn
Sein größter Erfolg war der Gewinn der Bronzemedaille im Schwergewicht bei den Olympischen Spielen 1968 in Mexiko-Stadt. Mit Punktsiegen gegen den Vertreter der Bundesrepublik Deutschland, Dieter Renz, und den Bulgaren Kiril Pandow qualifizierte er sich für die Vorschlussrunde, wo er auf den US-Amerikaner George Foreman traf. Gegen Foreman war Bambini jedoch chancenlos und verlor durch KO in der zweiten Runde.
Weitere Erfolge als Amateurboxer waren die Siege bei den italienischen Meisterschaften 1965–1968 sowie der Gewinn der Goldmedaille im Superschwergewicht bei den Mittelmeerspiele 1967.
Als Profi stand er fünfzehnmal im Ring und ging fünfzehnmal als Sieger hervor. Bambini kämpfte allerdings gegen keine namhaften Gegner, so dass ihm kaum Beachtung geschenkt wurde. Nach nur wenig mehr als zweieinhalb Jahren im Profigeschäft verabschiedete er sich vom Boxsport.